# Comuna Buciumi, Bacău
Buciumi este o comună în județul Bacău, Moldova, România, formată din satele Buciumi (reședința) și Răcăuți.

## Așezare
Comuna se află în sudul județului, pe malul drept al Cașinului aproape de vărsarea acestuia în Trotuș, la sud de municipiul Onești, de care este legată prin drumuri comunale.

## Demografie
Componența etnică a comunei Buciumi
     Români (74,79%)
     Romi (21,5%)
     Alte etnii (0,03%)
     Necunoscută (3,68%)
Componența confesională a comunei Buciumi
     Ortodocși (88,42%)
     Penticostali (4,62%)
     Romano-catolici (1,19%)
     Adventiști (1,13%)
     Alte religii (0,8%)
     Necunoscută (3,83%)
Conform recensământului efectuat în 2021, populația comunei Buciumi se ridică la 3.265 de locuitori, în creștere față de recensământul anterior din 2011, când fuseseră înregistrați 2.984 de locuitori. Majoritatea locuitorilor sunt români (74,79%), cu o minoritate de romi (21,5%), iar pentru 3,68% nu se cunoaște apartenența etnică. Din punct de vedere confesional, majoritatea locuitorilor sunt ortodocși (88,42%), cu minorități de penticostali (4,62%), romano-catolici (1,19%) și adventiști (1,13%), iar pentru 3,83% nu se cunoaște apartenența confesională.

## Politică și administrație
Comuna Buciumi este administrată de un primar și un consiliu local compus din 13 consilieri. Primarul, Ion Mihalache[*], de la Partidul Social Democrat, este în funcție din 1 noiembrie 2024. Începând cu alegerile locale din 2024, consiliul local are următoarea componență pe partide politice:
|  | Partid                    | Consilieri | Componența Consiliului | Componența Consiliului | Componența Consiliului | Componența Consiliului | Componența Consiliului | Componența Consiliului | Componența Consiliului | Componența Consiliului | Componența Consiliului |
|  | ------------------------- | ---------- | ---------------------- | ---------------------- | ---------------------- | ---------------------- | ---------------------- | ---------------------- | ---------------------- | ---------------------- | ---------------------- |
|  | Partidul Social Democrat  | 9          |                        |                        |                        |                        |                        |                        |                        |                        |                        |
|  | Partidul Național Liberal | 3          |                        |                        |                        |                        |                        |                        |                        |                        |                        |
|  | Alianța Dreapta Unită     | 1          |                        |                        |                        |                        |                        |                        |                        |                        |                        |

## Istorie
La sfârșitul secolului al XIX-lea, comuna nu exista, cele două sate ale ei aparținând comunei Onești din plasa Trotuș a județului Bacău (alături de satele Onești și Filipești). În 1931, cele două sate au fost transferate comunei Cașin, din care s-au separat ulterior, formând comuna Buciumi în cadrul raionului Târgu Ocna din regiunea Bacău. În 1968, comuna Buciumi a trecut ea însăși la județul Bacău, dar a fost imediat desființată, iar satele ei transferate la comuna Ștefan cel Mare.
Comuna Buciumi a fost reînființată în anul 2005, prin desprinderea satelor Buciumi și Răcăuți din comuna Ștefan cel Mare (prin Legea nr. 67 din 23 martie 2005).

## Monumente istorice
Două obiective din comuna Buciumi sunt incluse în lista monumentelor istorice din județul Bacău ca monumente de interes local. Ambele sunt clasificate ca monumente de arhitectură și sunt două biserici cu același hram — Sfinții Voievozi — cea din Buciumi datând din 1795 și aparținând în trecut unui fost schit; și cea de la Răcăuți, de lemn, datând din 1785.